# American Odyssey
American Odyssey (en español: Odisea Americana) es un  thriller dramático transmitida del 5 de abril del 2015 al 28 de junio del 2015 por la cadena NBC.
La serie fue creada por Peter Horton, Adam Armus y Kay Foster, y ha contado con la participación de los actores Jayne Atkinson, Orla Brady, Alex Kingston, Erik Jensen, Boyd Gaines, Therese Plaehn, Cassidy Neal, Dar Salim, entre otros.
El 30 de junio del 2015 se anunció que la serie había sido cancelada después de finalizar su primera temporada.

## Historia
La serie giró en torno a un descubrimiento realizado sobre "SOC" una importante compañía de Estados Unidos que ha estado financiando a grupos terroristas islámicos y encubriéndolos, hasta que después de que un equipo de soldados americanos son atacados y asesinados por contratistas militares privados del grupo "OSELA" enviados por la misma empresa; sólo la sargento Odelle Ballard logra sobrevivir al ataque y debe de buscar la forma de mantenerse viva.
Mientras tanto Pete Decker, un ex-procurador estadounidense que comienza a trabajar con técnicas y herramientas para la transformación de datos en información útil para fines de análisis de negocios en SOC, descubre que hay corrupción en el sector privado de su nuevo trabajo, y el activista político Harrison Walters, quien protesta contra el G8 sospecha que el gobierna está encubriendo algo cuando Bob Offer, un compañero activista hackea y descubre la señal de auxilio de la sargento Ballard.

## Personajes

### Personajes Principales

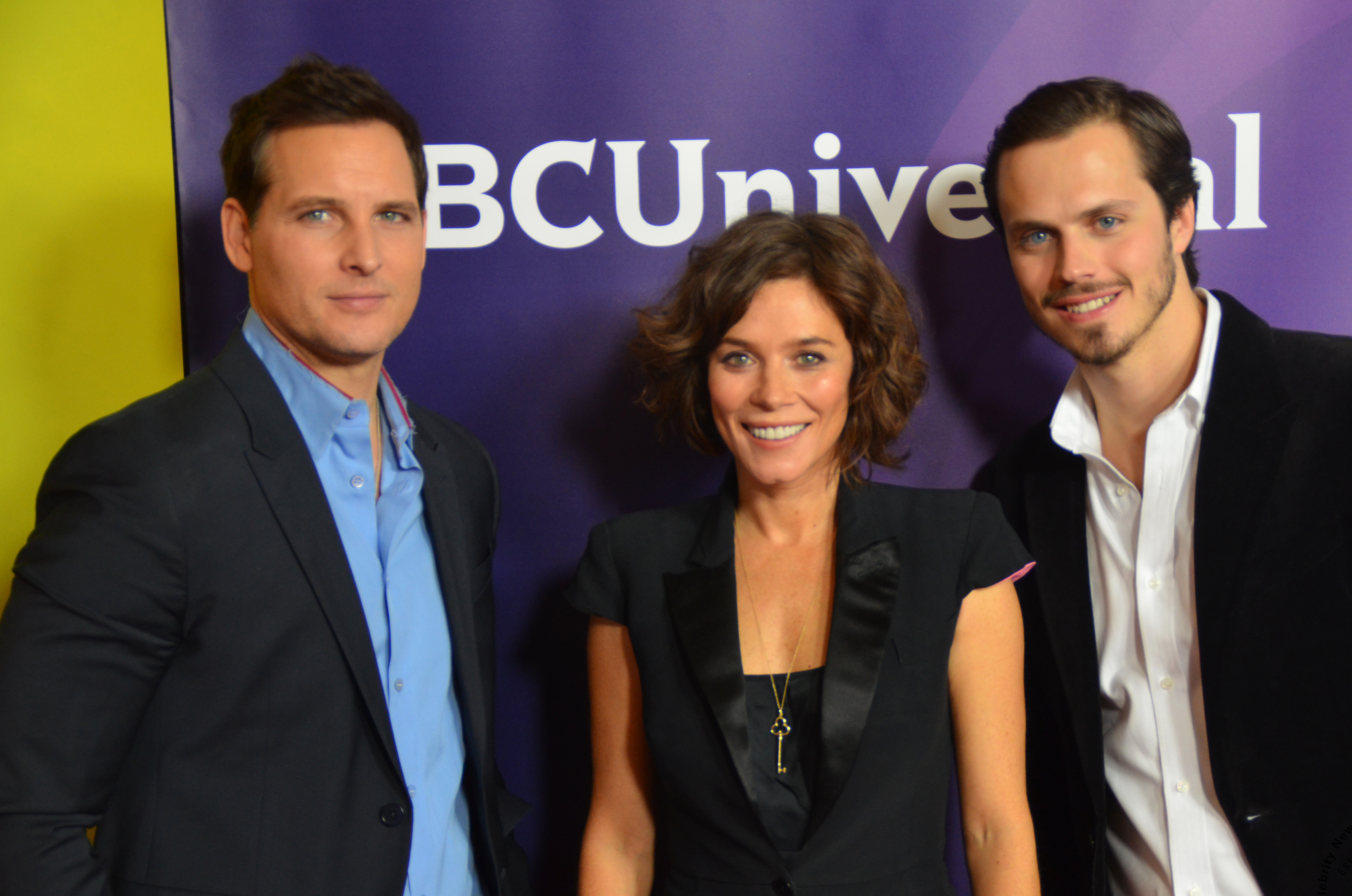
Anna junto a los actores Peter Facinelli y Jake Robinson en el 2015.

| Actor                    | Personaje           | Ocupación                              | Episodios | Duración |
| ------------------------ | ------------------- | -------------------------------------- | --------- | -------- |
| Anna Friel               | Sgt. Odelle Ballard | Miembro del Equipo del Ejército de USA | 13        | 2015     |
| Jake Robinson            | Harrison Walters    | Activista Político                     | 13        | 2015     |
| Peter Facinelli          | Peter Decker        | B.I. & exfiscal Federal                | 13        | 2015     |
| Nate Mooney              | Bob Offer           | Activista & Hacker                     | 13        | 2015     |
| Omar Ghazaoui            | Aslam               | -                                      | 13        | 2015     |
| Daniella Pineda          | Ruby "Rikki" Simms  | Periodista                             | 13        | 2015     |
| Grégory Fitoussi         | Luc Girard          | -                                      | 10        | 2015     |
| Treat Williams           | Col. Stephen Glen   | Oficial del Comando África de USA      | 10        | 2015     |
| Sadie Sink               | Suzanne Ballard     | Hija de Odelle                         | 10        | 2015     |
| Jim True-Frost           | Ron Ballard         | Esposo de Odelle                       | 10        | 2015     |
| Adewale Akinnuoye-Agbaje | Frank Majors        | Mercenario del Grupo Militar "OSELA"   | 9         | 2015     |
| Elena Kampouris          | Maya Decker         | Hija de Peter                          | 9         | 2015     |

### Personajes Recurrentes
| Actor             | Personaje         | Ocupación                                | N.º de episodios | Duración |
| ----------------- | ----------------- | ---------------------------------------- | ---------------- | -------- |
| Darren Goldstein  | Joe Abrams        | -                                        | 10               | 2015     |
| Orla Brady        | Sofia Tsaldari    | Candidata para primer ministro de Grecia | 9                | 2015     |
| Sarah Wynter      | Sarah Decker      | -                                        | 9                | 2015     |
| Jayne Houdyshell  | Rose Offer        | -                                        | 8                | 2015     |
| Tala Ashe         | Anna Stone        | -                                        | 7                | 2015     |
| Yousef Sweid      | Shakir Khan       | -                                        | 7                | 2015     |
| Sherman Augustus  | Frank MacDonald   | -                                        | 6                | 2015     |
| Robert Radochia   | Josh Decker       | -                                        | 5                | 2015     |
| Itoya Osagiede    | General Diallo    | Soldado                                  | 5                | 2015     |
| Allison Mack      | Julia             | Analista de Inteligencia                 | 4                | 2015     |
| Anthony Azizi     | Yusuf Qasim       | -                                        | 4                | 2015     |
| Juri Henley-Cohn  | Kharon            | -                                        | 4                | 2015     |
| Alex Kingston     | Jennifer Watchtel | CEO de "Simons-Wachtel"                  | 2                | 2015     |
| Richard Rankin    | Haney             | -                                        | 2                | 2015     |
| Matthew Delamater | Russell           | -                                        | 2                | 2015     |
| Tom Christian     | Blake             | -                                        | 1                | 2015     |

### Antiguos Personajes Recurrentes
| Actor            | Personaje         | Ocupación                  | N.º de episodios | Duración | Estado | Causa                                       |
| ---------------- | ----------------- | -------------------------- | ---------------- | -------- | ------ | ------------------------------------------- |
| Jay O. Sanders   | Alex Baker        | -                          | 8                | 2015     | Muerto | se suicidó luego de descubrirse sus engaños |
| Jayne Houdyshell | Rose Offer        | -                          | 8                | 2015     | Muerta | muere por causas desconocidas               |
| Yousef Sweid     | Shakir Khan       | Personalidad de Televisión | 8                | 2015     | Muerto | asesinado                                   |
| Therese Plaehn   | Lt. Janine Gentry | Teniente                   | 2                | 2015     | Muerta | asesinada                                   |
| Boyd Gaines      | Randall Walters   | Periodista                 | 1                | 2015     | Muerto | asesinado por Ruby Simms                    |

## Episodios
| N.º | Título        | Dirigido por  | Escrito por                               | Fecha de emisión original |
| --- | ------------- | ------------- | ----------------------------------------- | ------------------------- |
| 1   | Gone Elvis    | Peter Horton  | Adam Armus, Nora Kay Foster, Peter Horton | 5 de abril de 2015        |
| 2   | Oscar Mike    | Peter Horton  | Adam Armus, Nora Kay Foster, Peter Horton | 12 de abril de 2015       |
| 3   | Drop King     | Rod Lurie     | Dahvi Waller                              | 19 de abril de 2015       |
| 4   | Tango Uniform | Rod Lurie     | Adam Armus & Kay Foster                   | 26 de abril de 2015       |
| 5   | Beat Feet     | Rod Lurie     | Arika Lisanne Mittman                     | 3 de mayo de 2015         |
| 6   | Wingman       | Jon Jones     | Bill Kennedy                              | 10 de mayo de 2015        |
| 7   | Soup Sandwich | Jon Jones     | Peter Horton, Adam Armus, Nora Kay Foster | 17 de mayo de 2015        |
| 8   | Kmag Yoyo     | Jon Jones     | Jace Richdale                             | 24 de mayo de 2015        |
| 9   | Figmo         | Jamie Payne   | Andrea Ciannavei                          | 31 de mayo de 2015        |
| 10  | Fubar Bundy   | Jamie Payne   | Julia Ruchman                             | 7 de junio de 2015        |
| 11  | Gingerbread   | Jamie Payne   | Peter Horton, Adam Armus, Kay Foster      | 14 de junio de 2015       |
| 12  | Bug Out       | Clark Johnson | Adam Armus                                | 21 de junio de 2015       |
| 13  | Real World    | Clark Johnson | Adam Armus, Nora Kay Foster, Peter Horton | 28 de junio de 2015       |

## Producción
La serie "American Odyssey" originalmente titulada "Odyssey" fue creada por Peter Horton, Adam Armus y Kay Foster.
La serie contó con la participación en la producción de Devin Rich y Peter McAleese, y en la producción ejecutiva de Adam Armus, Kay Foster, Peter Horton, Mikkel Bondesen, Henrik Bastin, Kristen Campo y Simon Maxwell. A ellos se les unieron los editores Scott Hill y Dan Zimmerman y el compositor John Debney.
La serie fue filmada en Nueva York y Marruecos.